# Jakob von Washington

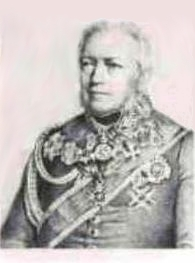
Jakob von Washington

Barone Jakob von Washington (L'Aia, 26 gennaio 1778 – 5 aprile 1848) era un luogotenente generale nell'esercito bavarese ed un lontano parente del presidente statunitense George Washington. Nato a L'Aia nei Paesi Bassi, fu battezzato James Washington, ma ufficialmente chiamato Jacobus Washington. La maggior parte della sua vita adulta fu modellato dalla sua partecipazione a guerre a favore e contro la Francia napoleonica e il suo servizio a Ludovico I di Baviera.

## Origini
La storia nota della famiglia Washington risale al XII secolo. Sir Robert Washington (+ 1324) fu il progenitore del ramo della famiglia che risiedeva a Sulgrave in Inghilterra. Uno dei suoi discendenti, John Washington, emigrò in Virginia nel 1656 e fu il bisnonno di George Washington. Il fratello di Sir Robert, Sir John Washington (+ 1331), fondò il ramo di Hallhead Hall/Adwick-le-street dei Washington. il suo discendente, James Washington, accompagnò John Washington in Virginia, ma ritornò in Inghilterra, poi poco dopo emigrò a Rotterdam nei Paesi Bassi. Lì sposò una donna olandese di nome Clara van der Lauen, portando, cinque generazioni dopo, a Jacobus Washington.

## Infanzia
Il 2 febbraio 1777, Daniel Washington, un militare di 46 anni, sposò Elisabeth Cornelia Hoogstad. Jacobus nacque il 26 gennaio 1778. Il suo unico fratello, Daniel, nacque il 27 luglio 1781. Il loro padre morì nel 1786, e la loro madre nel 1789, lasciandoli orfani all'età di 11 e 8 anni. Poco si sa della loro vita per alcuni anni dopo. Daniel rimase nei Paesi Bassi, sposandosi nel 1808, e morendo nel 1813, apparentemente senza figli.

## Carriera militare
Nel 1794, all'età di 16, Jacobus Washington entro nell'esercito olandese. Quando i francesi invasero quello stesso anno egli combatté contro di loro. La sua sorte sotto la dominazione francese nella nuova Repubblica Batava non fu felice. Nel 1799, in una lettera a George Washington, Jacobus offrì i suoi servigi agli Stati Uniti nella sua Quasi-Guerra non dichiarata con la Francia, ma fu respinto a causa della sua inesperienza. Si trasferì poi nel Regno di Baviera, dove si unì all'esercito bavarese. Egli venne all'attenzione del principe ereditario Ludwig, che fece di Jakob il suo aiutante. Nel luglio 1807 Jakob era presente alle trattative per la Pace di Tilsit in seguito alla vittoria dell'impero francese (di cui la Baviera era ora alleata) sulla Russia. Nel corso dei successivi anni, egli avanzò al rango di Colonnello.
Nell'ottobre 1813, la Baviera si unì all'Alleanza contro la Francia. Il 7 giugno 1815 a Bruxelles, Jakob Washington firmò un trattato con il Duca di Wellington rappresentando la Baviera. Nella notte del 15 giugno 1815, prima della Battaglia di Quatre-Bras, Jakob era un ospite d'onore all'ormai famoso Ballo della duchessa di Richmond. Combatté alla Battaglia di Waterloo, l'unico ufficiale bavarese a farlo, dato che il resto dei bavaresi erano trattenuti a riserva di Saarbrücken.
Nel 1825, Ludwig diventò Re di Baviera come Ludovico I. La carriera di Washington continuò rapidamente, passando poi a luogotenente generale. L'8 dicembre 1829 Ludwig lo rese Freiherr (Barone) von Washington. Ludwig lo nominò anche Gran Ciambellano e Maresciallo della sua casa militare. Nel 1843, in una visita a Londra, la Regina Vittoria lo soprannominò Cavaliere Commendatore dell'Ordine del Bagno.

## Famiglia
La prima moglie di Jakob fu la baronessa Antonie van Löchner (nata Baronessa von Verger) (1788–1830), una ricca vedova. Ebbero due figli maschi:
- Ludwig August von Washington (1827–1845)
- Maximilian Emanuel von Washington (1829–1903).[1]

Dopo la sua morte, sposò la baronessa Caroline Segesser von Brunegg (1802–1841) nel 1833. Attraverso questo matrimonio ottenne il Castello Notzing, vicino alla città di Erding in Baviera. Ebbero un figlio maschio,
- Carl Theodor von Washington (1833–1897).

Il Barone Jakob von Washington morì a Notzing il 5 aprile 1848.
Anche Maximilian Emanuel diventò Gran Ciambellano, sposò la Duchessa Federica di Oldenburg (sorella della Regina Amalia di Grecia), ed ebbe due figli maschi, di cui uno dei due, di nome George, servì nell'11° Ussari dell'esercito austro-ungarico raggiungendo il grado di capitano. Tuttavia, nonostante i rapporti contrari, egli non combatté durante la prima guerra mondiale, essendosi ritirato prima dello scoppio della guerra. Entrambi i figli morirono senza figli, e dal momento che nessuno degli altri figli di Jakob aveva alcuna prole, la linea von Washington si estinse.